# Степанов, Анатолий Александрович
Анатолий Александрович Степанов (род. 23 июня 1982, Москва) — российский хоккеист, нападающий. Тренер.

## Биография
Сын мастера спорта СССР международного класса, чемпиона СССР по тяжёлой атлетике Александра Степанова[уточнить]. Старший брат Александр также хоккеист и тренер. Сестра — мастер спорта по синхронному плаванию.
Начинал заниматься хоккеем в «Спартаке», в 10 лет перешёл в ЦСКА. В сезоне 1999/2000 дебютировал в команде первой лиги «ХК ЦСКА-2», в следующем сезоне также выступал за ХК ЦСКА в высшей лиге. Перед сезоном 2002/03 был на просмотре в «Северстали», но перешёл в «Молот-Прикамье», где провёл три сезона. Перед сезоном 2005/06 не удалось перейти в чеховский «Витязь». Провёл несколько матчей в белорусском «Немане», «Нефтянике» Альметьевск и их фарм-клубах; получил травму. Перед Новым годом перешёл в «Энергию» Кемерово. Сезон 2006/07 начал в «Автомобилисте» Екатеринбург, в феврале 2007 перешёл в казахстанский «Казахмыс» Сатпаев. Вернувшись в Россию, играл за «Молот-Прикамье» (2008/09), «Торос» Нефтекамск (2009/10 — 2014/15), «Звезду-ВДВ» Дмитров и «Буран» Воронеж (2015/16) и «Сокол» Красноярск (2016/17). В конце сезона 2014/15 выступал за «Алматы» (Казахстан).
В 2017 году завершил карьеру игрока и два сезона работал тренером в «Соколе». Тренер в команде ВХЛ «Лада» Тольятти (2019/20, до 17 января). Главный тренер команд МХЛ-Б «Красноярские рыси» (2020/21) и МХЛ «Амурские тигры» Хабаровск (2021/22 — 30 ноября 2022). С февраля 2023 до конца сезона — главный тренер команды «Крылья Советов» 2007 года рождения. Главный тренер команд МХЛ МХК «Крылья Советов» (2023/14), ВХЛ «Торос» (17 апреля — 15 ноября 2024). С 27 ноября 2024 — тренер команды «Юнисон-Москва».
Как игрок чемпион (2004, 2012, 2013), серебряный (2010, 2014) и бронзовый (2008, 2011) призёр ВХЛ.
Чемпион и лучший тренер ВХЛ-Б (2021).